# Protocol Data Unit
Les unitats de dades de protocol, també anomenades PDU, s'utilitzen per a l'intercanvi de dades entre unitats no parells, dins d'una capa del model OSI. Existeixen dues classes:
- PDU de dades, que conté les dades de l'usuari principal (en el cas de la capa d'aplicació) o la PDU del nivell immediatament inferior.

- PDU de control, que serveixen per governar el comportament complet del protocol en les seves funcions d'establiment i unió de la connexió, control de flux, control d'errors, etc. No contenen cap informació provinent del nivell N+1.

Cada capa del model OSI en l'origen ha de comunicar-se amb capa igual en el lloc destino. Aquesta forma de comunicació es coneix com a comunicació de parell-a-parell.
Durant aquest procés, cada protocol de capa intercanvia informació en el que no es coneix com a unitats de dades, entre capes iguals. Cada capa de comunicació, en el computador origen, es comunica amb un PDU específic de capa i amb la seva capa igual en la computadora destinació.